# Arild Rafalzik
Arild Rafalzik (* 5. Januar 1957 in Würzburg; † 20. Februar 2018 in München) war ein deutscher Autor, Journalist, Musik- und Filmproduzent.

## Leben und Werk
Rafalzik begann 1980 bei der Bauer’schen Druckerei in München eine Ausbildung zum Buchdrucker, die er mit der Gesellenprüfung abschloss. Nach dem Wehrdienst absolvierte er eine Weiterbildung zum Offsetdrucker und Grafiker sowie in Reprofotographie und Kartographie. Anschließend war er Angestellter im Technischen Büro des Bayerischen Staatsministeriums für Wirtschaft und Verkehr in München. Ab 1986 war Rafalzik hauptberuflich als stellvertretender Druckereileiter bei der DG Bank/DZ Bank tätig.
In den 1990er Jahren schrieb er zusammen mit Fritz Tauber die erste deutsche Lex-Barker-Biographie. Es folgten CDs mit Kriminalfilmmusiken der Komponisten Martin Böttcher und Peter Thomas. Hierfür erhielt Rafalzik 1999 als Erster den Edgar-Wallace-Preis in Silber. Von 2000 bis 2012 brachte er in der Reihe Deutsche Filmkomponisten für Bear Family Records zehn grundlegende CDs auf den Markt, für die er viel Lob und Anerkennung von Kritikern und der Musikbranche erntete. Der Schauspieler George Clooney griff auf mehrere Musikstücke der Peter-Thomas-CD zurück und untermalte damit 2002 Szenen seines Films Confessions of a Dangerous Mind.
Parallel arbeitete Rafalzik für verschiedene DVD-Labels wie Studio Hamburg und Fernseh- und Filmjuwelen und führte Interviews mit Joachim Fuchsberger, Uwe Ochsenknecht, Hannes Jaenicke, Siegfried Rauch, Hannelore Elsner, Peter Thomas und vielen anderen.

## Auszeichnung
1999 wurde ihm in Titisee-Neustadt der Edgar-Wallace-Preis in Silber für Verdienste um die deutsche Kriminalfilmmusik verliehen.

## Projekte
CD - Produktionen
1996 Kriminalfilm-Musik von Martin Böttcher (Producer, Executive Producer, Bookletgestaltung), Label: BSC Music. Ein Track der CD wurde im Pfarrer-Braun-Film "Das Skelett in den Dünen" (2003) eingesetzt.
1998 Kriminalfilm-Musik von Peter Thomas (Producer, Executive Producer, Bookletgestaltung), Label: BSC Music. 5 Track der CD wurde im Film „Confessions of a Dangerous Mind“ (2002) eingesetzt.